# میکائیل سیمند
میکائیل سیمند (انگلیسی: Mickaël Seymand؛ زادهٔ ۱۵ ژوئیهٔ ۱۹۸۴) بازیکن فوتبال اهل فرانسه است.